# Altitudes (téléfilm)
Pour plus de détails, voir Fiche technique et Distribution.
Altitudes  est un téléfilm franco-suisse diffusé, en Suisse, le 15 février 2017 sur RTS Un et, en France, le 7 mars 2017, sur France 3.

## Synopsis
Isabelle est une alpiniste de haut niveau et est frappée d'une maladie dégénérative qu'elle n'a révélée à personne. Après 20 ans d'absence, elle revient dans son village natal pour l'enterrement de son père, guide de haute montagne. Elle est accompagnée de Kenza, une championne d'escalade.

## Fiche technique
- Réalisation : Pierre-Antoine Hiroz
- Scénario : Mikaël Ollivier, d'après une idée originale de Pierre-Antoine Hiroz et Mikaël Ollivier
- Musique : Armand Amar

## Distribution
- Claire Borotra : Isabelle
- Sagamore Stévenin : Antoine
- Déborah Krey : Kenza
- Isabelle Caillat : Dominique
- Mercedes Brawand : Janny
- Lucien Abbet : Jean

## Tournage
Le téléfilm a été tourné du 6 septembre au 11 novembre 2016 dans le Val d'Anniviers, en Valais, en Suisse, à 4300 m d'altitude,.